# Jan XIV. Kalekas
Jan XIV. Kalekas ( starořecky Ίωάννης ΙΔ' Καλέκας, Ióannés XIV. Kalekas; 1283 Apros v Thrácii – 29. prosinec 1347 Konstantinopol) byl konstantinopolský ekumenický patriarcha v letech 1334–1347. Sehrál významnou roli ve sporu o hésychasmus a v občanské válce mezi Janem V. Palaiologem a Janem VI. Kantakuzenem.

## Život
Jan se narodil roku 1283 v thráckém městě Apros. Stal se knězem, a pak se dostal do okruhu vlivného aristokrata Jana Kantakuzena. I přesto, že byl ženatý, se v roce 1334 s Kantakuzenovou pomocí stal soluňským metropolitou a poté i konstantinopolským patriarchou. V roce 1341 v Konstantinopoli předsedal synodě, která odsoudila učení mnicha Barlaama z Kalábrie a očistila Gregoria Palamu. Poté, co na podzim 1341 vypukla válka mezi Kantakuzenem a Janem V., reprezentovaným jeho matkou regentkou Annou Savojskou, se však postavil na stranu Palaiologovců. Nezletilého císaře korunoval a Kantakuzena exkomunikoval z církve. Sám vládl spolu s Annou Savojskou jako regent. Změnil i svůj postoj k hésychasmu, který odsoudil. V roce 1344 dokonce exkomunikoval Gregoria Palamu. V roce 1346 se situace v občanské válce začala obracet a vítězství se přiklánělo na stranu Kantakuzena, podporovaného Osmany. Kantakuzanos v únoru 1347 vstoupil jako vítěz do Konstantinopole a sám se prohlásil regentem nezletilého císaře. Ve stejném měsíci byla svolána synoda, která Kaleku sesadila a odsoudila. Na čas pak byl patriarcha Jan Kalekas vyhoštěn do Didymoteichonu, ale později se vrátil do Konstantinopole, kde v roce 1347 zemřel.